# Chilopogon distichum
Chilopogon distichum är en orkidéart som först beskrevs av Henry Nicholas Ridley, och fick sitt nu gällande namn av Rudolf Schlechter. Chilopogon distichum ingår i släktet Chilopogon och familjen orkidéer. Inga underarter finns listade i Catalogue of Life.